# Cantón de Montcenis
El cantón de Montcenis era una división administrativa francesa, que estaba situada en el departamento de Saona y Loira y la región de Borgoña.

## Composición
El cantón estaba formado por ocho comunas:
- Blanzy
- Charmoy
- Les Bizots
- Marmagne
- Montcenis
- Saint-Berain-sous-Sanvignes
- Saint-Symphorien-de-Marmagne
- Torcy

## Supresión del cantón de Montcenis
En aplicación del Decreto nº 2014-182 de 18 de febrero de 2014, el cantón de Montcenis fue suprimido el 22 de marzo de 2015 y sus 8 comunas pasaron a formar parte tres del nuevo cantón de Autun-2, dos del nuevo cantón de Blanzy, dos del nuevo cantón de Le Creusot-1 y una del nuevo cantón de Montceau-les-Mines.